# Mojang Studios
A Mojang Studios (neve a svéd mojäng – kiejtése: [mʊˈjɛŋː] – szóból származik, ami szerkentyűt jelent) stockholmi székhelyű videójáték-fejlesztő cég, az Xbox Game Studios leányvállalata. A stúdiót Markus Persson alapította 2009-ben még Mojang Specifications néven, mely nevet attól a cégtől örökölte, amelyből két évvel korábban Persson kilépett. A Mojang ekkor kezdett bele a Minecraft sandbox játék fejlesztésébe, amely mára minden idők legkelendőbb videójátékává és egy sikeres franchise alapjává vált. A Mojang Specifications 2010 végén vette fel a Mojang AB nevet. 2014-re Persson ki akart szállni a Minecraft fejlesztéséből, ezért az év végén eladta a Mojangot a Microsoft Studiosnak. A cég nevét 2020 májusában Mojang Studiosra változtatták, és logóját is megváltoztatták.
Markus Persson 2009-ben alapította a Mojang Studios-t. Gyermekkorában érdeklődött a videojátékok iránt, játszott a The Bard's Tale-lel és több kalózjátékkal apja Commodore 128-as számítógépén, és nyolcévesen kezdett programozni nővére segítségével. Mivel az iskolában "magányos" volt, szabadidejét otthon játékokkal és programozással töltötte. Érettségi után és néhány év webfejlesztői munka mellett Persson 2003-ban létrehozta a Wurm Online-t, egy többszereplős online szerepjátékot kollégájával, Rolf Janssonnal. A fejlesztés során a "Mojang Specifications" nevet használták, és amikor a játék nyereségessé vált, 2007-ben bejegyezték a Mojang Specifications AB-t (egy aktiebolag). A név a svéd "mojäng" szóból származik, ami 'kütyüt' jelent. Persson ugyanebben az évben kilépett a projektből, és szerette volna újra felhasználni a nevet, ezért Jansson átnevezte a céget Onetoofree ABre, majd később Code Club AB-re. Eközben Persson csatlakozott a Midas-hoz, később King.com néven ismertté vált céghez, ahol 25–30 játékot fejlesztett. Elhagyta a céget, amikor megtiltották neki, hogy szabadidejében játékokat készítsen.
2009 májusában Persson elkezdett dolgozni az Infiniminer nevű játék klónján, amelyet a Zachtronics fejlesztett és ugyanabban az évben jelent meg. Persson újrahasznosította egy korábbi személyes projektjéből származó eszközöket és a motor kódjának egy részét, és 2009. május 17-én kiadta a játék első alfa verzióját, amelyet most Minecraftnak neveztek el, majd június 13-án az első kereskedelmi verziót. Ezen kiadás során újra felhasználta a "Mojang Specifications" nevet, és 2009. június 18-án bejegyezte ezt az egyéni vállalkozást. Kevesebb mint egy hónap alatt a Minecraft elegendő bevételt termelt ahhoz, hogy Persson szabadságot vegyen ki nappali munkájából, amelyet 2010 májusáig teljesen fel is mondott. Mivel az összes eladást a játék weboldalán keresztül dolgozták fel, nem kellett megosztania a bevételt harmadik felekkel. A fizetési szolgáltató, a PayPal ideiglenesen letiltotta a fiókját, amikor csalás gyanúja merült fel, a gyorsan érkező pénztömeg miatt.
2010 szeptemberében Persson Bellevue-be, Washington államba utazott, a Valve videojáték-cég irodáiba, ahol részt vett egy programozási gyakorlaton és találkozott Gabe Newell-lel, mielőtt állásajánlatot kapott volna a cégtől. Elutasította az ajánlatot, és ehelyett felvette a kapcsolatot Jakob Porsérrel, a King.com korábbi kollégájával, hogy segítsen a Mojang Specifications vállalkozássá alakításában. Porsér gyorsan felmondott munkahelyén, és a pár 
2010. szeptember 17-én bejegyezte a Mojang AB-t. Míg Persson tovább dolgozott a Minecrafton, Porsér a Scrolls nevű digitális gyűjthető kártyajátékot fejlesztette. A játékfejlesztésre összpontosítva felvették Carl Manneh-t, a jAlbum menedzserét, Persson korábbi munkaadóját, vezérigazgatónak. Más jelentős korai alkalmazottak közé tartozott Daniel Kaplan üzletfejlesztőként, Markus Toivonen művészeti igazgatóként és Jens Bergensten vezető programozóként.
2011 januárjában a Minecraft elérte az egymillió regisztrált fiókot, és hat hónappal később a tízmilliót. A folyamatos siker arra késztette a Mojangot, hogy új verziót fejlesszen mobil eszközökre. Mivel a játék Java-alapú keretrendszere nem volt kompatibilis a mobil eszközökkel, ezt a verziót C++ nyelven programozták. Egy másik verziót, amelyet eredetileg az Xbox 360-ra fejlesztettek, a skóciai székhelyű 4J Studios külső fejlesztőre bízták, amely szintén C++-t használt. A Scrolls-t a Mojang 2011 márciusában jelentette be. A stúdió kísérlete a játék nevének védjegyévé tételére vitába torkollott a ZeniMax Media-val, amely a ZeniMax tulajdonában lévő The Elder Scrolls sorozat nevével való hasonlóságot említette. Kaplan 2011 májusában kijelentette, hogy a múltbeli számos ilyen kérés miatt a Mojang tervezi más indie játékstúdiók játékainak kiadását vagy társkiadását. Az első ilyen a Cobalt volt az Oxeye Game Studio-tól, amelyet augusztusban jelentettek be. A játék korai verziója 2011 decemberében vált elérhetővé, a teljes játék pedig 2016 februárjában jelent meg Xbox 360-ra, Xbox One-ra és Windowsra. Egy többjátékosra összpontosító mellékág, a Cobalt WASD, szintén az Oxeye Game Studio által került kifejlesztésre, és a Mojang 2017 novemberében adta ki Windowsra, egy idő után korai hozzáférésben.
A Minecraft teljes kiadásához a Mojang 2011. november 18–19-én Las Vegasban tartotta meg a Minecon nevű dedikált konferenciát, amelynek első napján hivatalosan is bemutatták a Minecraftot. Ezt követően a Minecon éves eseménnyé vált. A Minecraft teljes kiadása után Persson 2011 decemberében átadta a vezető tervező szerepét Bergenstennek.
Ebben az időszakban Manneh számos kockázati tőkealap céggel tárgyalt, köztük a Sequoia Capital-lal és az Accel Partners-szel, de mindegyiket visszautasította, mivel a cégnek nem volt szüksége további forrásokra. Sean Parker, a Napster társalapítója és a Facebook, Inc. korábbi elnöke 2011-ben magánbefektetést ajánlott fel a Mojangnak, de ezt is elutasították. A stúdió akkoriban kizárta az eladást vagy a nyilvános társasággá válást, hogy megőrizze függetlenségét, ami állítólag nagyban hozzájárult a Minecraft sikeréhez. 2012 márciusára a Minecraft ötmillió példányban kelt el, ami 80 millió dollár bevételt jelentett. 2012 novemberében a Mojangnak 25 alkalmazottja volt, és 2012-ben összesen 237,7 millió dollár bevételt ért el. 2013-ban kiadták a Minecraft oktatásra összpontosító verzióját Raspberry Pi eszközökre, és – miután lejárt a Microsofttal kötött kizárólagossági megállapodás, amely a játék konzolos kiadásának elérhetőségét a Microsoft platformjaira korlátozta – bejelentették a játék PlayStation 3, PlayStation 4 és PlayStation Vita verzióit. 2013 októberében Jonas Mårtensson, a szerencsejáték-cég Betsson korábbi munkatársa csatlakozott a Mojanghoz alelnökként. Abban az évben a Mojang 330 millió dollár bevételt könyvelt el, amelyből 129 millió dollár volt a nyereség.
Persson, aki kimerült a Minecraft tulajdonosaként rá nehezedő nyomás miatt, 2014 júniusában egy Twitter-bejegyzésben jelezte, hogy hajlandó lenne eladni részesedését a Mojangban. Több érdeklődő is akadt, köztük az Activision Blizzard, az Electronic Arts (EA) és a Microsoft. Phil Spencer, a Microsoft Xbox divíziójának vezetője arra ösztönözte Satya Nadella vezérigazgatót, hogy vásárolják fel a Mojangot, mivel ez jól tükrözné a Microsoft játékpiaci ambícióit. Emellett a Microsoftnak 2,5 milliárd dollárja volt külföldi bankszámlákon, amelyet csak jelentős adófizetés mellett tudtak volna visszavinni az Egyesült Államokba. Nadella szerint a Minecraft HoloLens-szel (Microsoft vegyes valóság eszközével) való jövőbeli alkalmazhatósága szintén fontos szempont volt a döntésben.
A Microsoft először 2014 júniusában kereste meg a Mojangot a lehetséges felvásárlással kapcsolatban, és röviddel ezután tette meg első ajánlatát. A Mojang ezután felkérte a JPMorgan Chase bankot, hogy tanácsadóként segítse az ügylet lebonyolítását.
A Microsoft 2014. szeptember 15-én jelentette be, hogy 2,5 milliárd dollárért megvásárolja a Mojangot. Ekkor a Mojang három tulajdonossal rendelkezett: Markus Persson (a részvények 71%-ával), Carl Manneh és Jakob Porsér. Az akvizíció 2014. november 6-án zárult le, és a Mojang hivatalosan is a Microsoft Studios részévé vált. Az ügylet során Persson 1,8 milliárd dollárt, Porsér 300 milliót, Manneh pedig 100 milliót kapott. Mindhárom alapító elhagyta a céget, és Carl Manneh helyét Jonas Mårtensson vette át.
Jens Bergensten szerint a tulajdonosváltás ellentétben állt a stúdió függetlenséget hangsúlyozó kultúrájával. Számos alkalmazott bizonytalan volt az új helyzettel kapcsolatban, néhányan érzelmileg is erősen reagáltak. Azok az alkalmazottak, akik legalább hat hónapig a cégnél maradtak, körülbelül 300 000 dolláros (adózás utáni) bónuszt kaptak, amelyet Persson részesedéséből finanszíroztak.
A Microsoft részéről Matt Booty felügyelte az integrációt, amely minimális volt: a Mojang továbbra is önállóan működött, de a Microsoft pénzügyi és technikai támogatását élvezhette. Ez a hozzáállás mintául szolgált a Microsoft későbbi játékipari felvásárlásainál is.
A Scrolls játék 2014 decemberében elhagyta a bétaverziót, de a további fejlesztés 2015-ben leállt. Szintén 2014 decemberében a Mojang bejelentette, hogy a Telltale Games-szel együttműködve készíti el a Minecraft: Story Mode című, epizodikus, történetközpontú játékot. 2016 áprilisában a Mojang kiadta a Crown and Council című játékot, amelyet Henrik Pettersson egyedül fejlesztett, és amely ingyenesen elérhetővé vált Windowsra. 2017 januárjában a játék Linux és macOS változatot is kapott. A Mojang 2018 februárjában leállította a Scrolls online szolgáltatásait, majd 2018 júniusában újra kiadta a játékot Caller's Bane néven, ingyenesen elérhető modellben.
A Minecraft univerzum bővítése érdekében a Mojang két új mellékjátékot fejlesztett: a Minecraft Dungeons (dungeon crawler típusú játék) 2018 szeptemberében, míg a Minecraft Earth (kiterjesztett valóságon alapuló mobiljáték) 2019 májusában került bejelentésre.
A Minecraft Classic, az eredeti böngészőalapú verzió, a játék tízéves évfordulójára 2019 májusában ismét elérhetővé vált ingyenesen. Ekkorra a Minecraft 147 millió példányban kelt el, ezzel minden idők legnagyobb példányszámban eladott videojátéka lett. Markus Perssont kizárták az évfordulós eseményekből, mivel több, vitatott, köztük transzfóbiával kapcsolatos kijelentést tett. Egy 2019 márciusi frissítés a játékból is eltávolította a vele kapcsolatos utalásokat.
1. 2020.május 17-én, a Minecraft tizenegyedik évfordulóján a Mojang bejelentette, hogy Mojang Studios néven folytatja működését, ezzel is tükrözve a többstúdiós struktúrát. Az új logót az Oliver Helfrich által vezetett Bold kreatívügynökség tervezte. A Minecraft Dungeons ugyanebben a hónapban jelent meg Windows, Nintendo Switch, PlayStation 4 és Xbox One platformokra.

2022 júniusában a Mojang bejelentette a Minecraft Legends című akció-stratégiai játékot. 2023 decemberében Helen Chiang, aki hat éven keresztül volt a Mojang Studios vezetője, átvette az Xbox Game Studios irányítását. Helyét Åsa Bredin vette át, aki azonban 2025 februárjában lemondott, hogy más, cégen kívüli célokra koncentráljon. Ekkor Kayleen Walters lett a Mojang Studios vezetője, Amy Stillion pedig kabinetfőnöki pozícióba került.

## Játékok
| Játék neve                         | Kiadás éve | Besorolás                                     | Platformok |
| ---------------------------------- | ---------- | --------------------------------------------- | --- |
| Cobalt                             | 2011       | Akció, oldalnézetes                           | Windows, Linux, OS X, Xbox 360, Xbox One                                                                                                 |
| Minecraft                          | 2011       | Sandbox kalandjáték                           | Java platform, Java applet, Android, iOS, Xbox 360, Raspberry Pi, Xbox One, PlayStation 3, PlayStation 4, PlayStation Vita, Linux, macOS |
| Caller's Bane (Scrolls)            | 2014       | Taktikus RPG                                  | Windows, OS X, Android, iOS |
| Minecraft: Story Mode              | 2015       | Kaland, szerepjáték, Kattintgatós kaladnjáték | Android, iOS, iPadOS, PlayStation 3, PlayStation 4, Windows, Xbox 360, Xbox One, OS X, FireOS, Apple TV, WiiU, Netflix                   |
| Crown and Council                  | 2016       |                                               | Linux, macOS, Windows |
| Minecraft: Story Mode - Season Two | 2017       | Kaland, szerepjáték, Kattintgatós kaladnjáték | Android, iOS, iPadOS, PlayStation 4, Xbox One, Nintendo Switch, Windows, OS X, FireOS, Apple TV, WiiU, Netflix                           |
| Minecraft Earth                    | 2019       | Virtuális valóság, kalandjáték, Sandbox       | Android, iOS, iPadOS |
| Minecraft Dungeons                 | 2020       | Dungeon kalandjáték, RPG                      | PlayStation 4, Nintendo Switch, Windows, Xbox One                                                                                        |
| Minecraft Legends                  | 2023       | Akció, Stratégia                              | Nintendo Switch, Playstation 4, Playstation 5, Windows, Xbox One, Xbox Series X/S                                                        |

### Minijátékok
| Játék címe              | Kiadás éve |
| ----------------------- | ---------- |
| Catacomb Snatch         | 2012       |
| Endless Nuclear Kittens | 2013       |
| Nuclear Pizza War       | 2013       |
| Battle Frogs            | 2013       |
| Docktor                 | 2014       |
| Healthcore Evolved      | 2014       |
| Snake Oil Stanley       | 2014       |

## Fordítás
- Ez a szócikk részben vagy egészben  a   Mojang című angol Wikipédia-szócikk ezen változatának fordításán alapul.  Az eredeti cikk szerkesztőit annak laptörténete sorolja fel. Ez a jelzés csupán a megfogalmazás eredetét és a szerzői jogokat jelzi, nem szolgál a cikkben szereplő információk forrásmegjelöléseként.